# Apapocúva
Apapokuva (Apapocúva), pleme Tupian Indijanaca uže grupe Chiripá, grana Guaraní, nastanjeno kroz južni Brazil po državama Mato Grosso, Paraná (Terra Indígena Tekohá Anetete) i São Paulo. U drugoj polovici 20. stoljeća imali su manje od 500 duša.
Tradicionalno su ratari, uzgajivači kukuruza i slatke i gorke manioke i drugog bilja, te sakupljači. Apapokuve su šamanisti, a zabilježeno je da je 1879. jedan šaman poveo cijelo svoje selo u 'zemlju bez zala', koje se prema legendi nalazi negdje na atlantskoj obali.  Métraux njihovo glavno božanstvo, stvoritelja, naziva Ñandevuruçu naš veliki otac koji biva u zemlji tame, on ima i svoju ženu Ñandeçi ili naša majka koja se nalazi u 'zemlji bez zala'. Tupã, njihov sin, koji ima vunastu kosu, personifikacija je groma. Tupã se vozi u svojem drvenom koritu u pratnji ognjenih ptica, a kada god prođe nebom uzrokuje oluju. Jedan od heroja kulture je Nianderyquey, koji je lešinarima urubu ukrao vatru i tada je poklonio Apapokuvama. Ovaj mit zapisuju i Curt Nimuendajú i Schaden.

## Vanjske poveznice
- Apapocuva  Arhivirana inačica izvorne stranice od 20. rujna 2007. (Wayback Machine)
- Guarani-Nhandeva Do Brasil